# Haicheng (socken)
Haicheng (kinesiska: 海城, 海城乡) är en socken i Kina. Den ligger i provinsen Heilongjiang, i den nordöstra delen av landet, omkring 61 kilometer nordväst om provinshuvudstaden Harbin. Antalet invånare är 25 336. Befolkningen består av 12 506 kvinnor och 12 830 män. Barn under 15 år utgör 13,0 %, vuxna 15-64 år 80 %, och äldre över 65 år 6,0 %.
Genomsnittlig årsnederbörd är 753 millimeter. Den regnigaste månaden är juli, med i genomsnitt 195 mm nederbörd, och den torraste är januari, med 7 mm nederbörd.